# Euphorbia azorica
Euphorbia azorica, endémica dos Açores, também conhecida pelo nome comum de erva-leiteira, é uma espécie botânica pertencente à família Euphorbiaceae. Existe em todas a ilhas dos Açores e a sua floração ocorre entre abril e julho. Raramente surge acima de 100 metros de altitude.